# Renofa Yamaguchi Football Club
Il Renofa Yamaguchi Football Club (レノファ山口FC?) è una società calcistica giapponese con sede a Yamaguchi. Milita nella J2 League, il secondo livello del sistema calcistico giapponese.

## Storia
Il club originario fu formato nel 1949 da un gruppo di docenti che insegnavano nella prefettura di Yamaguchi, consociatisi sotto il nome di Yamaguchi Prefecture Teachers Football Club (山口県サッカー教員団?, Yamaguchi-ken sakkā kyōin dan), spesso abbreviato in Yamaguchi Teachers o Yamaguchi KFC, similmente a Tochigi Soccer Club e Gainare Tottori, anch'essi fondati inizialmente da gruppi di insegnanti.
Nel febbraio 2006 la Yamaguchi Football Association ebbe intenzione di iscrivere una squadra cittadina nella J. League; pertanto, prendendo come base la Yamaguchi Teachers, la rifondò da zero, indicendo al tempo stesso un sondaggio pubblico per dare un nome al nuovo club: la scelta ricadde su Renofa Yamaguchi Football Club nel marzo dello stesso anno. La parola Renofa è una combinazione di 3 termini inglesi: renovation (rinnovamento), fight (lotta) e fine (bene).
Senza uno specifico stadio, la rinnovata squadra disputò inizialmente le partite interne in diversi impianti della prefettura di Yamaguchi, nell'ordine: Yamaguchi Ishin Park Stadium, Yamaguchi Kirara Expo Memorial Park, Onoda Football Park, Shunan City Athletic Stadium e Yamaguchi Football Park. Successivamente, lo Yamaguchi Ishin Park Stadium fu scelto come sede unica per gli incontri casalinghi.
Se con la gestione precedente targata Yamaguchi Teachers la squadra si posizionava quasi sempre nella parte bassa della classifica della Chūgoku League, con quella nuova creata nel 2006 migliorò notevolmente le proprie prestazioni, arrivando nel 2008 a vincere per la prima volta nella sua storia tale lega. Nelle All Japan Regional Football Promotion League Series del 2008 il club arrivò quarto nel turno finale, mancando l'opportunità di poter essere promosso in Japan Football League. Nel 2009, si registrò la prima vittoria del club in un incontro della Coppa dell'Imperatore, avvenuta contro il Mitsubishi Motors Mizushima dopo i tiri di rigore.
Nel novembre 2014, grazie al 4º posto ottenuto in Japan Football League ed ai requisiti necessari per ottenere la licenza di abilitazione ai campionati della J.League, il Renofa Yamaguchi venne ufficialmente ammesso in J3 League per la stagione 2015, che vide la squadra vittoriosa al termine del campionato e promossa in J2 League per la stagione 2016.

## Palmarès

### Competizioni nazionali
- J3 League: 1

2015

## Organico

### Rosa 2024
Rosa e numerazione aggiornate al 22 agosto 2024.
| N. |                          | Ruolo | Calciatore             |
| -- | ------------------------ | ----- | ---------------------- |
| 1  | Corea del Sud (bandiera) | P     | Choi Hyung-chan        |
| 2  | Giappone (bandiera)      | D     | Hidenori Takahashi     |
| 3  | Brasile (bandiera)       | D     | Renan Paixão           |
| 4  | Thailandia (bandiera)    | C     | Sarach Yooyen          |
| 6  | Corea del Sud (bandiera) | D     | Kim Byeom-yong         |
| 8  | Giappone (bandiera)      | C     | Kensuke Satō           |
| 9  | Giappone (bandiera)      | A     | Yamato Wakatsuki       |
| 10 | Giappone (bandiera)      | C     | Jōji Ikegami           |
| 11 | Giappone (bandiera)      | A     | Toshiya Tanaka         |
| 13 | Giappone (bandiera)      | D     | Takeru Itakura         |
| 14 | Giappone (bandiera)      | D     | Keigo Numata           |
| 15 | Giappone (bandiera)      | D     | Takayuki Mae           |
| 16 | Giappone (bandiera)      | A     | Masakazu Yoshioka      |
| 17 | Giappone (bandiera)      | D     | Hiroto Ishikawa        |
| 18 | Giappone (bandiera)      | C     | Yūki Aida              |
| 19 | Giappone (bandiera)      | A     | Shunsuke Yamamoto      |
| 20 | Giappone (bandiera)      | A     | Kōta Kawano (capitano) |

| N. |                     | Ruolo | Calciatore      |
| -- | ------------------- | ----- | --------------- |
| 21 | Giappone (bandiera) | P     | Kentarō Seki    |
| 22 | Giappone (bandiera) | P     | Kōshirō Itohara |
| 26 | Giappone (bandiera) | P     | Junto Taguchi   |
| 28 | Giappone (bandiera) | C     | Seigō Kobayashi |
| 30 | Giappone (bandiera) | C     | Yōhei Okuyama   |
| 33 | Giappone (bandiera) | C     | Kōji Yamase     |
| 37 | Giappone (bandiera) | C     | Kōhei Tanabe    |
| 38 | Giappone (bandiera) | A     | Toa Suenaga     |
| 40 | Giappone (bandiera) | D     | Dai Hirase      |
| 41 | Giappone (bandiera) | D     | Ryūsei Shimodo  |
| 43 | Giappone (bandiera) | D     | Shun Isotani    |
| 48 | Giappone (bandiera) | D     | Kaili Shimbō    |
| 49 | Giappone (bandiera) | D     | Yūya Mineda     |
| 51 | Giappone (bandiera) | A     | Noriyoshi Sakai |
| 55 | Giappone (bandiera) | C     | Taiyō Igarashi  |
| 68 | Giappone (bandiera) | C     | Kazuya Noyori   |
| 94 | Brasile (bandiera)  | A     | Sílvio Júnior   |